# 2001 en arts plastiques
| Années des arts plastiques : 1998 - 1999 - 2000 - 2001 - 2002 - 2003 - 2004    |
| Décennies des arts plastiques : 1970 - 1980 - 1990 - 2000 - 2010 - 2020 - 2030 |

Cette page concerne l'année 2001 en arts plastiques.

## Décès
- 10 janvier : Jean-Pierre Le Boul'ch, peintre et graveur français (° 10 mars 1940),
- 12 janvier : Jules Henri Lengrand, peintre et graveur français (° 17 avril 1907),
- 27 janvier : Loïc Dubigeon, illustrateur, peintre et styliste français (° 27 avril 1934),
- 2 février : Georges Visat, graveur, éditeur d’art et peintre français (° 2 janvier 1910),
- 19 février : Balthus, peintre français (° 29 février 1908),
- 20 février : Aly Ben Salem, peintre et plasticien tuniso-suédois (° 25 décembre 1910),
- 4 mars : Jean Bazaine, peintre français (° 21 décembre 1904),
- 15 mars : Daniel Sénélar, peintre français (° 24 juin 1925),
- 22 mars : Edith Oppenheim-Jonas, peintre, dessinatrice et caricaturiste allemande naturalisée suisse (° 11 novembre 1907),
- 1er avril : Trịnh Công Sơn, compositeur de chansons et peintre vietnamien (° 28 février 1939),
- 12 avril : Mahmoud Tounsi, écrivain et peintre tunisien (° 13 décembre 1944),
- 16 avril : Nelly Marez-Darley, peintre française (° 1er août 1906),
- 26 avril : Renzo Vespignani, graveur, écrivain, scénographe, illustrateur et peintre italien (° 19 février 1924),
- 6 mai : Jean-Aimé-Roger Durand, peintre français (° 23 juin 1914),
- 20 mai : Jean Bruneau, peintre figuratif français (° 3 septembre 1921),
- 22 mai : Marc Leguay, peintre français (° 10 janvier 1910),
- 29 mai : Veronika Janelsiņa, peintre lettonne (° 20 mai 1910),
- 2 juin : Jean Camberoque, peintre, graveur, céramiste, sculpteur et illustrateur français (° 23 février 1917),
- 13 juin : Saito Yoshishige, peintre et auteur d'installations japonais (° 4 mai 1904),
- 29 juin :
  - Maurice Estève, peintre français (° 2 mai 1904),
  - Minoru Kawabata, peintre japonais (° 22 mai 1911),
- 4 juillet : Anne Yeats, peintre, costumière et scénographe irlandaise (° 26 février 1919),
- 11 juillet : Herman Brood, musicien, peintre, acteur et poète néerlandais (° 5 novembre 1946),
- 12 juillet : George Pemba, peintre et écrivain sud-africain (° 2 avril 1912),
- 14 juillet : Guy de Lussigny, peintre français (° 30 août 1929),
- 28 juillet : Jean-Paul Savigny, peintre français  (° 17 juin 1933),
- 10 août :
  - François Brochet, sculpteur et peintre français (° 3 janvier 1925),
  - Paul Kallos, peintre français d'origine hongroise (° 15 novembre 1928),
- 19 août : Pericle Luigi Giovannetti, peintre et illustrateur suisse d’origine italienne (° 22 juin 1916),
- 20 août : Jules Paressant, peintre et sculpteur français (° 12 février 1917),
- 3 septembre : Jacques Van den Bussche, peintre français (° 24 mai 1925),
- 5 septembre : Bernardus Nieuwenhuis, peintre néerlandais (° 19 janvier 1912),
- 23 septembre : Georges Charaire, écrivain et graveur français (° 26 août 1914),
- 2 octobre : Oldřich Lajsek, peintre, designer, artiste graphique et professeur d’arts plastiques tchécoslovaque puis tchèque (° 8 février 1925),
- 4 octobre : Jean Mazeaufroid, peintre et poète français (° 17 juillet 1943),
- 11 octobre : Michel Perrin, peintre français (° 29 décembre 1932),
- 17 octobre : Jacques Cartier, peintre, sculpteur, dessinateur, graveur, médailleur, illustrateur et décorateur français (° 20 septembre 1907),
- 24 octobre : Eugenio Granell, peintre et écrivain espagnol (° 28 novembre 1912),
- 16 novembre : Raymond-René Bloch, peintre français (° 7 août 1911),
- 7 décembre : Edgar Stoëbel, pseudonyme de Ichoua René Teboul, peintre français (° 21 décembre 1909),
- 12 décembre : Lê Phổ, peintre vietnamien (° 2 août 1907),
- 13 décembre : Gaston Sébire, peintre et lithographe français (° 18 août 1920),
- 18 décembre : Alain Lagrue dit Urgal, peintre, dessinateur et archéologue français (° 22 mai 1952),
- 20 décembre : Édouard Righetti, graveur, dessinateur et peintre français (° 14 juillet 1924),
- 22 décembre : Pierre Théron, peintre, sculpteur, mosaïste, fresquiste et auteur de cartons de tapisseries d'Aubusson français (° 22 juillet 1918),
- ? :
  - Ousmane Faye, peintre sénégalais (° 23 novembre 1940),
  - Magda Hagstotz, peintre et styliste allemande (° 25 janvier 1914).